# York South–Weston
York South—Weston fica no extremo oeste de Toronto. A sua população é maioriariamente constituida pela classe trabalhadora e por população imigrante. É constituida essencialmente pela antiga cidade de York, a porção sudoeste da antiga York Norte e antigas partes do norte de Toronto.
É um distrito eleitoral federal e provincial no Ontário, Canadá. Tem sido representado na Câmara dos Comuns Canadiana desde 1979, e na Assembleia Legislativa do Ontário desde 1999.